# Microsoft Project
Microsoft Project（或MSP）是由微軟開發銷售的项目管理軟件程式。軟件設計目的在於協助项目經理發展計畫、為任務分配資源、跟蹤進度、管理預算和分析工作量。第一版微軟Project為微軟Project for Windows 95，發布於1995年。
本應用程式可產生關鍵路徑日程表──雖然第三方ProChain和Spherical Angle也有提供關鍵鏈關聯軟體。日程表可以以資源標準的，而且關鍵鏈以甘特圖形象化。另外，Project可以辨認不同類別的用戶。這些不同類的用戶對專案、概觀、和其它資料有不同的訪問級別。自訂物件如行事曆、觀看方式、表格、篩選器和欄位在企業領域分享給所有用戶。

## 版本歷史
第一個版本的Microsoft Project是於1984年一家與微軟合作的公司發佈給DOS使用。微軟於1985年買了這個軟件並發佈第二版本的Project。第三版本的Project於1986年發佈。第四版本的Project也於1986年發佈，這是最後一個DOS版本的Project。第一個Windows的Project於1990年發佈，這被標記Windows的第一版本。
一個的麥金塔版本於1991年發佈，直至於1993年發佈的Project 4.0 for Mac,1994年，微軟停止開發Project for Mac。
之後的版本發佈如下：
1992年版 (第三版), 1993年版 (第四版), 1995年版, 1998年版, 2000年版, 2002年版, 2003年版, 2007年版, 2010年版，2013年版及2015年版。

## 資源開銷率
Project根據任務工作和資源開銷率產生預算。當評估分配到任務的資源和所需工作量後，程式計算的成本相當於工作量乘以開銷率（譯按：如人員工作小時x時薪），這些累積起來到任務階層，然後至任務歸納，最後總結到項目階段。資源定義（人們、設備和材料）可在專案間利用共享資源庫分享。各種資源可擁有它自己的行事曆；它是定義哪天和哪班某資源是可利用的。資源開銷率用來計算資源任務成本，該成本會累積並在資源階段歸納。在多個計劃裡各種資源可被分配到多項任務，並且各項任務可被配給多種資源，並且應用程式日程表任務是根據被定義在資源行事曆上的資源可用性而工作。所有資源可被定義於企業資源庫。

## 加強功能
在較新版微軟Office裡，Project的功能隨著微軟Office Project Server與微軟Project Web Access導入而延伸。Project server儲存Project資料於核心資料庫、並允許用戶透過網際網路顯示和更新資料。Web Access允許授權用戶橫跨網際網路訪問Project Server資料庫，這包括工時表、資源工作量的圖形分析、和後台管理工具。
作為微軟Office套餐的一部分，該軟件的最新版本同時和PowerPoint和Visio產品一樣提供交錯功能。

## 外部連結
- （英文）Microsoft Project - 微軟Project
- （英文）微軟Project小組部落格 （页面存档备份，存于）
- （英文）微軟Project可程式化部落格 （页面存档备份，存于）
- （繁體中文）Microsoft Office Project 2007 - 台灣微軟Project
- （繁體中文）Microsoft Office Project 2003 - 台灣微軟Project 2003教育訓練專區
- （简体中文）Microsoft Office Project 2007 - 中國微軟Project
- （简体中文）Microsoft Office Project 2003 （页面存档备份，存于） - 中國微軟Project 2003產品信息